# Градска рачунарска мрежа
Градска рачунарска мрежа (енгл. Metropolitan area network, MAN) представља тип мреже на основу поделе рачунарских мрежа према простору који обухватају. Ради се о мрежама које обухватају веће области, најчешће на нивоу града (нпр. повезује пословнице једне банке у целом граду). Најчеће технологије које се користе при повезивању станица или мањих мрежа (локалних мрежа) су технологије бежичног преноса информација или оптичким влакнима. Ове мреже су познате још под називима „MAN”, „градске мреже” или „мреже градског подручја”.